# Mentzelia dispersa
Mentzelia dispersa là một loài thực vật có hoa trong họ Loasaceae. Loài này được S. Watson mô tả khoa học đầu tiên năm 1876.

## Hình ảnh

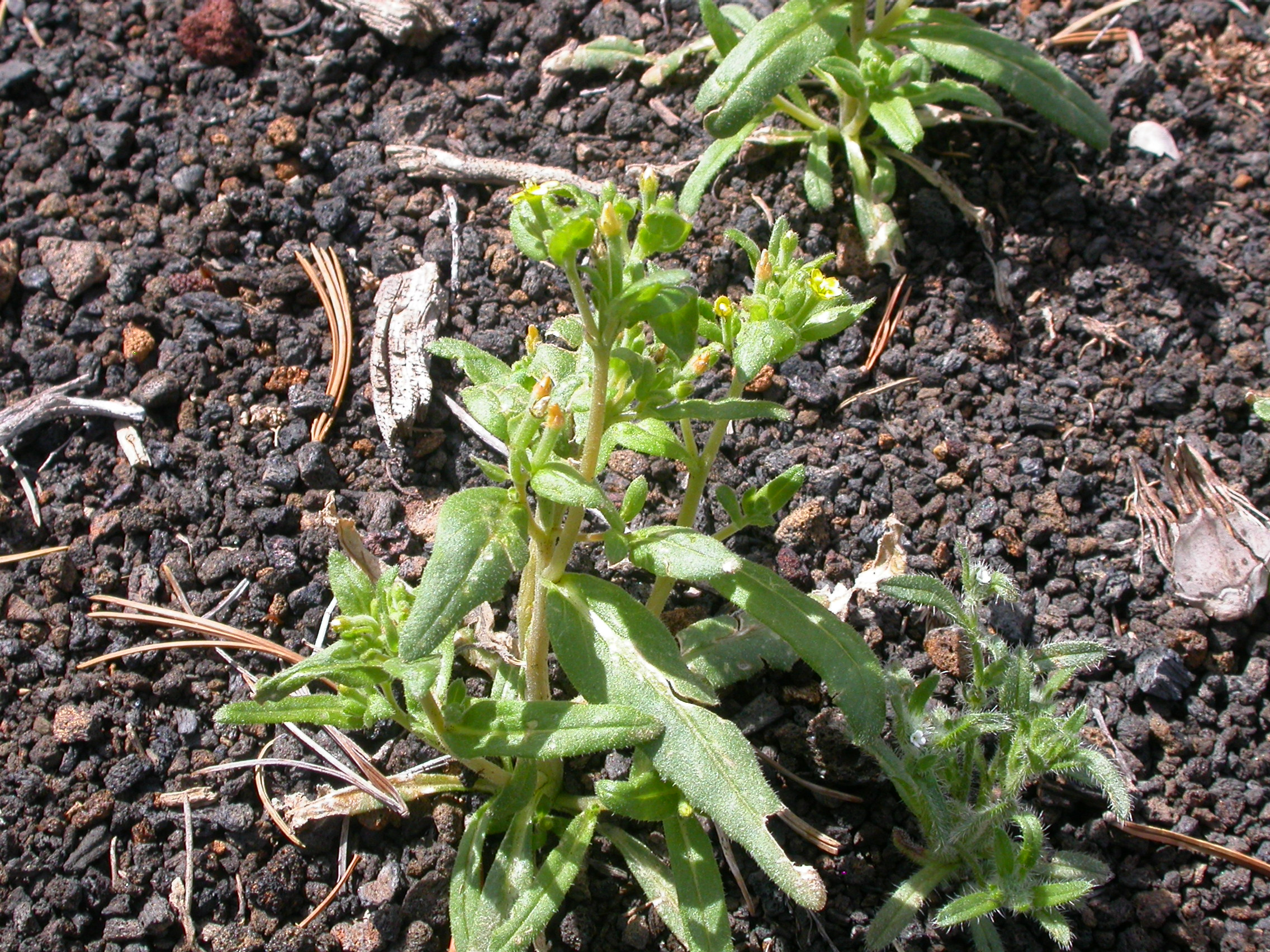
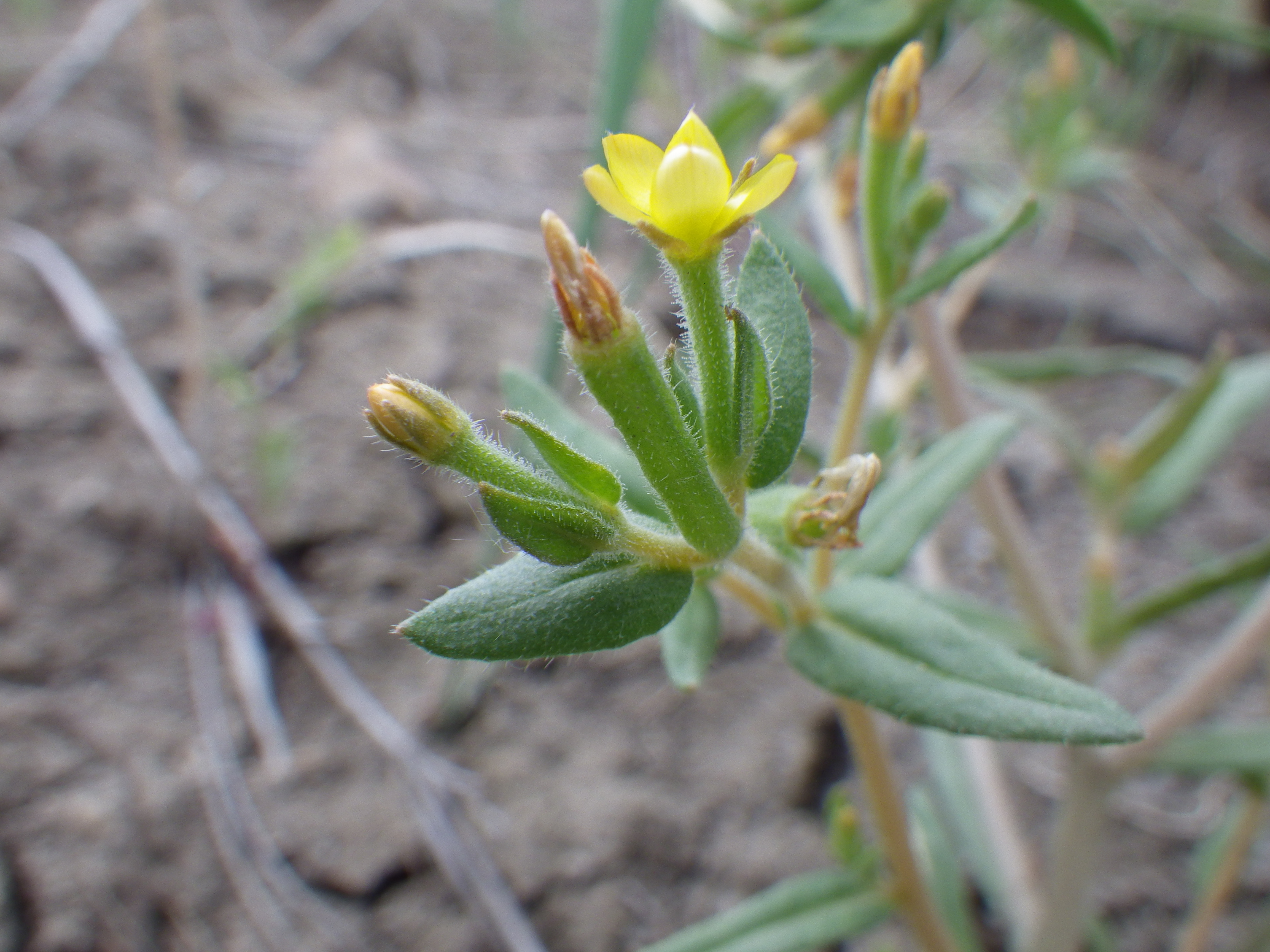
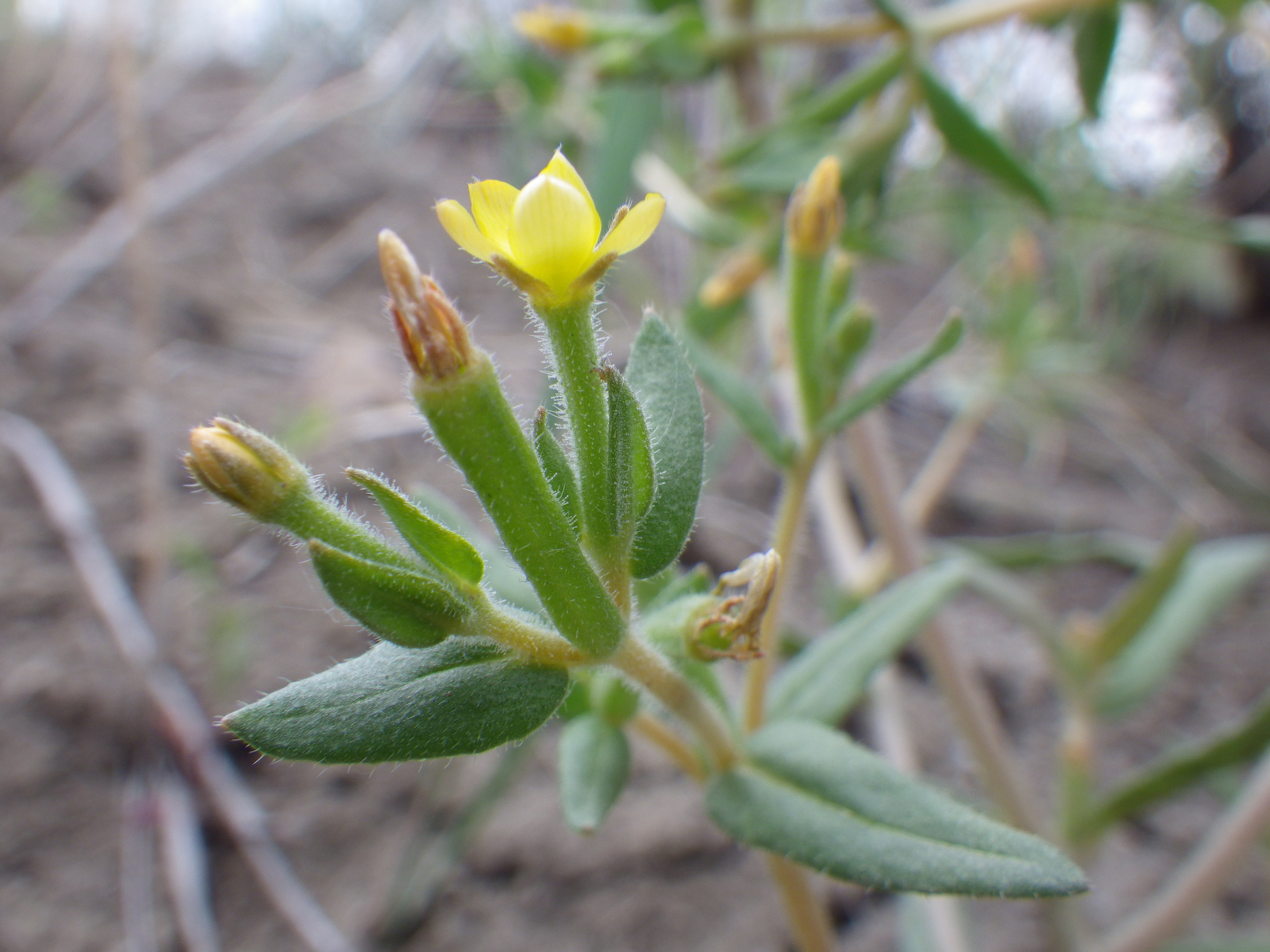
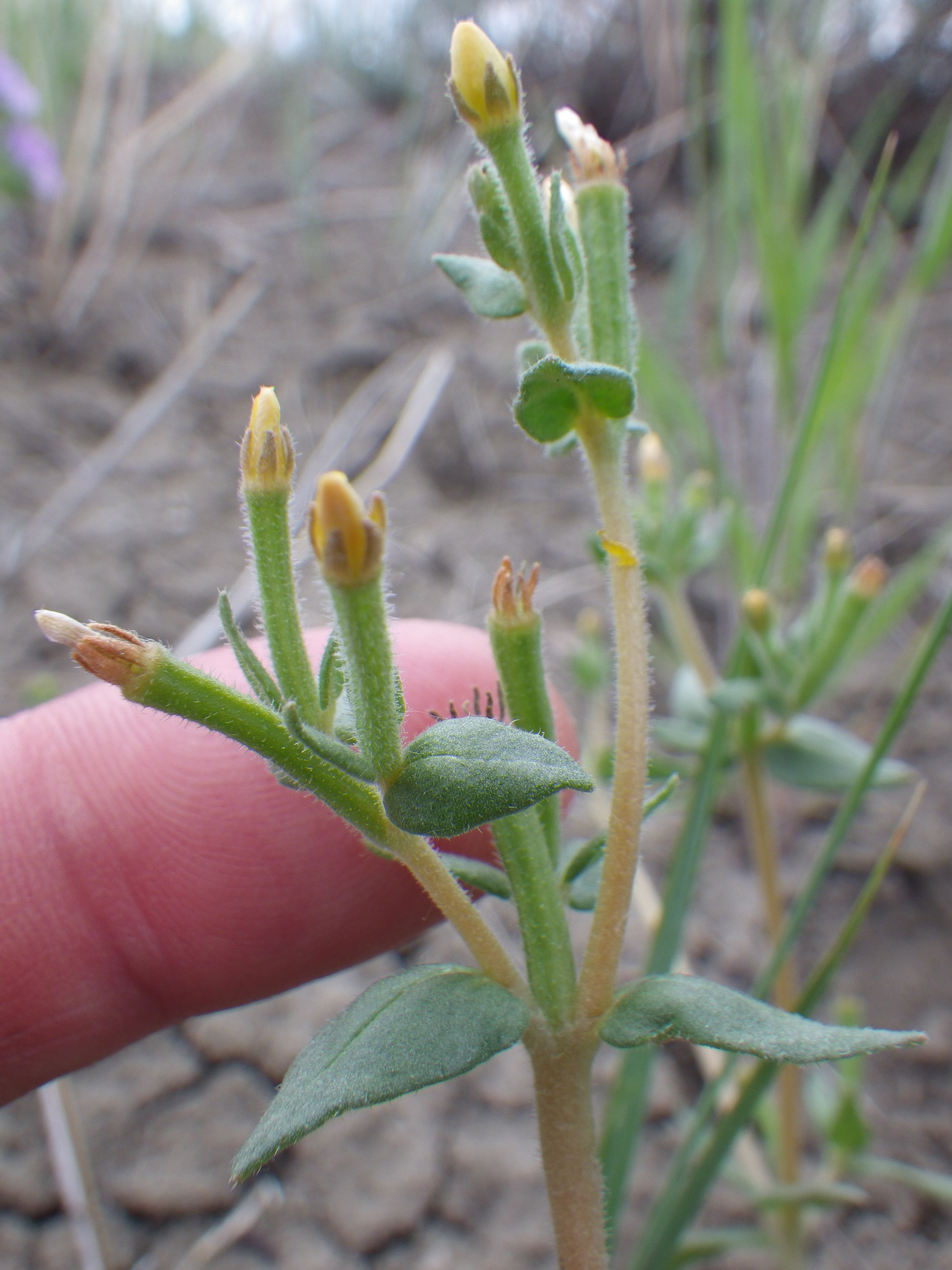